# Фаралдо-Ночелето (Салерно)
Фаралдо-Ночелето (итал. Faraldo-Nocelleto) је насеље у Италији у округу Салерно, региону Кампанија.
Према процени из 2011. у насељу је живело 1061 становника. Насеље се налази на надморској висини од 156 м.